# Anestèsic tòpic
Un anestèsic tòpic és un anestèsic local que s'utilitza per insensibilitzar, durant una estona, la superfície d'una part del cos. Es poden utilitzar per adormir qualsevol àrea de la pell així com la part davantera del globus ocular, l'interior del nas, orella o gola, l'anus i les mucoses genitals. Els anestèsics tòpics estan disponibles en cremes, ungüents, aerosols, locions i gelees.

## Exemples
A Espanya estan comercialitzats:
- Benzocaïna (rectal: Antihemorroidal cinfa, Hemoal; bucal: Deratin complex, Garydol, Normobucal, Angileptol, Bucometasana, Bucospray, Faringesic, Hibitane, Dentispray; orelles: Otocerum).
- Dibucaïna (rectal: Ruscus Llorens).
- Lidocaïna (oral: Bucomax con lidocaína, Anginovac, Strepsils con lidocaína, Farinstop; rectal: Anso; cutani: Emla, Versatis, Anestderma; vaginal: Dermovagisil).
- Oxibuprocaïna (ocular: Colirofta anestésico doble, Colirofta fluotest).
- Tetracaïna (ocular: Colirofta anestésico doble).